# Groupe de NGC 455

Le groupe de NGC 455 comprend au moins trois galaxies situées dans la constellation des Poissons. La distance moyenne entre ce groupe et la Voie lactée est d'environ 77,6 Mpc (∼253 millions d'al). 

## Membres
Le tableau ci-dessous liste les 3 galaxies qui sont indiquées dans l'article d'Abraham Mahtessian paru en 1998. 
| Nom     | Classification | Type         | α (J2000.0)   | δ (J2000.0) | Vitesse radiale (km/s) | Magnitude apparente | Distance (Mpc) | Dimensions (kal) |
| ------- | -------------- | ------------ | ------------- | ----------- | ---------------------- | ------------------- | -------------- | ---------------- |
| NGC 455 | S0/a? pec      | Lenticulaire | 01h 15m 57.6s | 05° 10′ 43″ | 5827 ± 1               | 12,7                | 81,3 ± 5,7     | 214              |
| NGC 446 | (R)SAB0^0^     | Lenticulaire | 01h 16m 03.6s | 4° 17′ 39″  | 5446 ± 9               | 13,8                | 75,6 ± 5,3     | 151              |
| NGC 467 | SA(s)0^0^ pec? | Lenticulaire | 01h 19m 10.1s | 03° 18′ 03″ | 5467 ± 22              | 11,8                | 76,0 ± 5,3     | 138              |

Le site DeepskyLog permet de trouver aisément les constellations des galaxies mentionnées dans ce tableau ou si elles ne s'y trouvent pas, l'outil du site constellation permet de le faire à l'aide des coordonnées de la galaxie. Sauf indication contraire, les données proviennent du site NASA/IPAC.